# Auf Wiedersehn am Bodensee
Auf Wiedersehn am Bodensee ist ein deutscher Spielfilm von Hans Albin aus dem Jahr 1956.

## Handlung
Marianne hatte es bisher nicht leicht in ihrem Leben. Ihr Hotel geriet durch das leichtsinnige Verschulden des von ihr geschiedenen Mannes an den Rand des Ruins. Drei Jahre harter und aufopferungsvoller Arbeit benötigte sie, um die Krise zu überwinden. Sogar Vera, ihre fünfjährige Tochter, hat sie in ein Heim gegeben, um ihre Ziele zu erreichen. Für Männer hatte sie in dieser Zeit kein Auge, was sie ebenfalls von ihrer Schwester Monika annahm. Und so sollte es auch bleiben. Nie wieder sollte ein Mann sich in die Geschicke des Hotels einmischen. Jedenfalls kann Marianne ihren treuen Angestellten, dem Portier Waldemar Schöberl und dessen Frau Erna, endlich mitteilen, dass das Hotel Reisinger wieder schuldenfrei ist.
Nur mit der männerlosen Gesellschaft ist es nicht so einfach. Die lebenslustige Monika verliebt sich heimlich in den Ökonomiestudenten Klaus. Und auch Mariannes Herz wird plötzlich einer starken Prüfung unterzogen. Ein neuer Hotelgast ist es, der sie durcheinanderbringt. Ihr ehemaliger Jugendfreund Dr. Werner Bergmann, einst wegen nicht von ihr erwiderter Liebe ins Ausland gegangen, ist in die Heimat zurückgekehrt. Marianne erkennt sofort, dass sie ihn liebt, und weiß nicht, wie sie richtig reagieren soll. Die angenehmen Hotelgäste, der schöne Sommer und das Bodenseefest verstärken ihre wiedererwachte Lebenslust. Seinem Drängen und Mahnen, doch wieder aktiv am Leben teilzunehmen und sich auch ihrer Tochter wieder als Mutter zu präsentieren, will sie aber nicht nachkommen. Dieses führt zu einer Missstimmung zwischen den beiden und Werner beschließt, wieder abzureisen.
In der Nacht des Bodenseefestes bekommt Marianne eine alarmierende Nachricht von Frau Engelmann, der Leiterin des Kinderheims. Vera ist verschwunden, um zu ihrer Mutter zu fahren, die sie immer zu selten besucht hat. Gemeinsam mit ihrem Spielkameraden Nicki rudert Vera über den Bodensee, bis ihnen die Kräfte versagen. Durch den Einsatz von Dr. Bergmann können die beiden aber gerettet werden. Die aufregenden Erlebnisse dieser Nacht, haben die Ansichten Mariannes verändert. Sie erkennt, dass ein Leben zu zweit, in diesem Fall sogar zu dritt, einfach leichter und schöner ist.

## Produktion
Der Film wurde in Farbe auf Agfacolor gedreht und erlebte seine Uraufführung in der Bundesrepublik am 26. Oktober 1956 im Kino Rex in Karlsruhe.

## Kritik
Das Lexikon des internationalen Films bezeichnet den Film als ein wenig unterhaltsames Konfektionslustspiel.